# Monoir
Cristian Nicolae Tarcea (n. 17 aprilie 1993, Constanța), cunoscut sub numele său de scenă Monoir, este un cantautor și producător român.

## Biografie
A început să studieze muzica de la 5 ani, iar din anul 2008 a început să compună și să producă piese. În anul 2012, Cristian înființează propria sa casă de discuri, denumită „Thrace Music”, denumire ce o poartă și studioul său. De-a lungul timpului a studiat pianul, instrumentele de percuție, cât și muzica, în general. Cristian a absolvit Colegiul Național de Arte „Regina Maria” și a finalizat studiile muzicale în cadrul Facultății de Arte, secția Pedagogie Muzicală.

## Carieră
De-alungul timpului a lucrat atât cu artiștii locali, și de asemenea a colaborat cu nume internaționale, din genuri muzicale mixte cum ar fi: KAI, Antonia Alexandra Stan, Serhat Durmus, Sasha Lopez, și mulți alții. Piesa „The Violin Song” este compusă de către Cristian Tarcea, Iuga Diana Cosmina, Osaka și Brianna și folosește o mostră dintr-o piesă folclorică a compozitorul bulgar Nikolay Kaufman. Videoclipul este regizat de către Bogdan Păun și Alexandru Mureșan și a fost filmat în Bulgaria. În 5 luni de când a fost lansat, piesa „The Violin Song” a adunat peste 20 de milioane de vizualizări doar pe canalul de YouTube al casei de discuri Cat Music. Piesa s-a poziționat pe primele poziții în topul Shazam din România, Bulgaria, Grecia, Rusia, Turcia, Polonia, Ucraina, dar și în clasamentele radiofonice și cele de televiziune. În anul 2020, Cristian a fost premiat cu doua discuri de aur pentru producția cântecelor „All I Need” a lui Brianna și a lui Zaynah.

## Discografie

### Discuri single
| Titlu                                              | Anul | Album |
| -------------------------------------------------- | ---- | ----- |
| „You Give Me” (în duet cu Chris K)                 | 2016 | N/A   |
| „The Violin Song” (în colaborare cu Brianna)       | 2016 | N/A   |
| „We Had Love” (în colaborare cu June)              | 2017 | N/A   |
| „Golden Sands” (în colaborare cu Bianca Linta)     | 2017 | N/A   |
| „Save the Night” (în colaborare cu Alexandra Stan) | 2017 | N/A   |

## Cântece compuse și alte contribuții
| Cântec                  | An   | Artist                                                      | Contribuție              |
| ----------------------- | ---- | ----------------------------------------------------------- | ------------------------ |
| „Day by Day”            | 2008 | Cristian Tarcea                                             | Compozitor și producător |
| „Dance with Me Tonight” | 2009 | Cristian Tarcea                                             | Compozitor și producător |
| „Summer Kiss”           | 2010 | Cristian Tarcea                                             | Compozitor și producător |
| „Private Love”          | 2010 | Delyno                                                      | Producător               |
| „Lily Face”             | 2011 | Chris Thrace                                                | Compozitor și producător |
| „Love Supplier”         | 2011 | Chris Thrace                                                | Compozitor și producător |
| „Party on the Floor”    | 2011 | Chris Thrace                                                | Compozitor și producător |
| „Ladida”                | 2011 | Chris Thrace în colaborare cu Celia                         | Compozitor și producător |
| „Habibi”                | 2012 | Glorya                                                      | Compozitor și producător |
| „All I Need”            | 2013 | Brianna                                                     | Compozitor și producător |
| „Carino”                | 2013 | T-Loco                                                      | Compozitor și producător |
| „Dame tu Mano”          | 2013 | Glorya și Mr. Sax                                           | Compozitor și producător |
| „După 3”                | 2013 | Chris Thrace                                                | Compozitor și producător |
| „In the Air”            | 2013 | White Nights                                                | Compozitor și producător |
| „Ring My Bell”          | 2013 | Kate Linn                                                   | Compozitor și producător |
| „Decent”                | 2014 | Alex Mica                                                   | Producător               |
| „Vacant”                | 2014 | Brianna                                                     | Producător               |
| „Home Alone”            | 2014 | Chris Thrace                                                | Compozitor și producător |
| „Lately Baby”           | 2014 | Optimum în colaborare cu Brianna                            | Compozitor și producător |
| „Wildfire”              | 2014 | Kate Linn                                                   | Compozitor și producător |
| „Zaynah”                | 2014 | Kate Linn în colaborare cu Chris Thrace                     | Compozitor și producător |
| „About You”             | 2015 | Brianna                                                     | Producător               |
| „Jazzy B*tch”           | 2015 | Drei Ros                                                    | Producător               |
| „You Are”               | 2015 | Osaka și Optimum                                            | Producător               |
| „Bed Yesterday”         | 2015 | Optimum                                                     | Compozitor și producător |
| „Care About”            | 2015 | Chris Thrace                                                | Compozitor și producător |
| „Get Down”              | 2015 | Chris Thrace în colaborare cu Eli                           | Compozitor și producător |
| „Love Me”               | 2015 | Osaka și Optimum                                            | Compozitor și producător |
| „On and On”             | 2015 | Kate Linn                                                   | Compozitor și producător |
| „Sing Loud”             | 2015 | Chris Thrace în colaborare cu Kate Linn                     | Compozitor și producător |
| „Tick Tac”              | 2015 | Chris Thrace                                                | Compozitor și producător |
| „Yalla Habibi”          | 2015 | Reyna Vox                                                   | Compozitor și producător |
| „You Are”               | 2015 | ARPY                                                        | Compozitor și producător |
| „Bautiful Savage”       | 2016 | Starla Edney                                                | Compozitor și producător |
| „Be My Love”            | 2016 | Starla Edney                                                | Compozitor și producător |
| „Everywhere”            | 2016 | Chris K                                                     | Compozitor și producător |
| „Heaven”                | 2016 | Inna                                                        | Remixer                  |
| „Rendez Vous”           | 2016 | Inna                                                        | Remixer                  |
| „Yalla”                 | 2016 | Inna                                                        | Remixer                  |
| „Ieri Erai”             | 2016 | Raluka                                                      | Producător               |
| „Jazzy Chick”           | 2016 | Drei Ros în colaborare cu Krisha                            | Producător               |
| „I Loved You”           | 2016 | DJ Sava în colaborare cu Irina Rimes                        | Remixer                  |
| „Like That”             | 2016 | Brianna                                                     | Producător               |
| „Luna”                  | 2016 | Dr. Mako și Friends în colaborare cu Jack Hawitt            | Producător               |
| „Low on Love”           | 2016 | Mark Duvall și Chris Thrace în colaborare cu Olivia Diamond | Producător               |
| „Lost Without You”      | 2016 | Afgo și Liviu Hodor în colaborare cu Jack Hawitt            | Remixer                  |
| „Ma' Mind”              | 2016 | Chris Tharce                                                | Compozitor și producător |
| „Ola La”                | 2016 | Kate Linn                                                   | Compozitor și producător |
| „Put it on Top”         | 2016 | YellLow                                                     | Compozitor și producător |
| „The Violin Song”       | 2016 | Monoir în colaborare cu Brianna                             | Compozitor și producător |
| „YaHabibi”              | 2016 | WIDY                                                        | Compozitor și producător |
| „Yeah We Might”         | 2016 | Monoir                                                      | Producător               |
| „You Give Me”           | 2016 | Monoir și Chris K                                           | Producător               |
| „All Night”             | 2017 | Kate Linn                                                   | Compozitor și producător |
| „Am dat tot”            | 2017 | 3 sud est                                                   | Producător               |
| „Baila Baila”           | 2017 | Starla Edney                                                | Compozitor și producător |
| „Duminica”              | 2017 | DJ Project în colaborare cu Elena                           | Producător               |
| „Ederlezi”              | 2017 | Anca Pop în colaborare cu Goran Bregović                    | Compozitor și producător |
| „Find Me”               | 2017 | Osaka în colaborare cu Brianna                              | Compozitor și producător |
| „Golden Sands”          | 2017 | Monoir în colaborare cu Bianca Linta                        | Compozitor și producător |
| „Lie and Love”          | 2017 | Aniri                                                       | Producător               |
| „Like a Virgin”         | 2017 | Alexandra Stan                                              | Remixer                  |
| „Liki Liki”             | 2017 | Lucian Coloreza în colaborare cu Danny Mazo                 | Producător               |
| „Live a Fantasy”        | 2017 | Abriel                                                      | Compozitor și producător |
| „Mă mințeai”            | 2017 | Oana Radu în colaborare cu Eli                              | Compozitor și producător |
| „More Than Friends”     | 2017 | Lorena                                                      | Compozitor și producător |
| „Moving Dope”           | 2017 | Cyutz în colaborare cu Thrace                               | Compozitor și producător |
| „My Kiss”               | 2017 | Dr. Mako în colaborare cu Alice S                           | Producător               |
| „Running Away”          | 2017 | Max Well în colaborare cu Dante                             | Producător               |
| „Sărută-mă cu forța”    | 2017 | Gloria                                                      | Producător               |
| „We Had Love”           | 2017 | Monoir în colaborare cu June                                | Compozitor și producător |
| „Vida Linda”            | 2017 | Sasha Lopez în colaborare cu Ale Blake                      | Compozitor și producător |
| ”Freeze”                | 2018 | Monoir în colaborare cu Alina Eremia                        | Compozitor și producător |
| ”Save The Night”        | 2018 | Monoir în colaborare cu Alexandra Stan                      | Compozitor și producător |
| "Lost in Istanbul"      | 2018 | Monoir in colaborare cu BRIANNA                             | Compozitor și producător |